# Through the Eyes of the World
Celine: Through the Eyes of the World jest to tytuł dokumentalnego filmu, koncertu.
Kronika życia Kanadyjskiej piosenkarki Céline Dion z jej światowej trasa koncertowej promującej album "Taking Chances", w trakcie której piosenkarka zaśpiewała 115 koncertów w 85 miastach na pięciu kontynentach. Premiera odbyła się 16 Lutego 2010 r. w Miami na Florydzie.
| Region                    | Data             | Etykieta                 | Format       | Katalog      |
| ------------------------- | ---------------- | ------------------------ | ------------ | ------------ |
| Australia                 | 23 kwietnia 2010 | Sony Music Entertainment | DVD          |              |
| Francja, Polska           | 3 maja 2010      | Sony Music Entertainment | Blu-ray Disc |              |
| Polska                    | 10 maja 2010     | Sony Music Entertainment | DVD          | 886977830398 |
| Kanada, Stany Zjednoczone | 11 maja 2010     | Sony Music Entertainment | Blu-ray      | 886977830695 |
| Niemcy                    | 14 maja 2010     | Sony Music Entertainment | DVD          |              |
| Francja, Holandia, Polska | 17 maja 2010     | Sony Music Entertainment | 2DVD         |              |